# Jack Ketchum
Pour les articles homonymes, voir Ketchum.
Œuvres principales
- Une fille comme les autres

Dallas William Mayr, dit Jack Ketchum, né le 10 novembre 1946 à Livingston dans le New Jersey et mort le 24 janvier 2018 à New York (État de New York), est un écrivain, scénariste et agent littéraire américain.

## Biographie
Avant de percer en tant qu’écrivain sous le pseudonyme de Jack Ketchum, Dallas William Mayr exerce tour à tour plusieurs métiers : cuisinier, acteur puis agent littéraire d'Henry Miller.
À partir de la fin des années 1970, il fait paraître des nouvelles et divers textes dans des magazines sous le pseudonyme Jerzy Livingston.
Sous le pseudonyme de Jack Ketchum, inspiré du nom traditionnellement porté par les bourreaux britanniques (Jack Ketch), il publie de façon soutenue à partir des années 1980 des ouvrages qu'on peut rattacher au mouvement splatterpunk, même s'ils contiennent très peu d'éléments fantastiques : Morte Saison (Off Season), une histoire de cannibalisme et Une fille comme les autres (The Girl Next Door), l'histoire d'une adolescente torturée par sa famille, histoire portée à l'écran en 2007 par Gregory M. Wilson.
Dans sa préface à ce dernier ouvrage, écrite en 1995, Stephen King le compare à Clive Barker ou à Jim Thompson pour son sens de l'horreur et sa prose concise, et il déclare qu'il le tient pour le deuxième plus important écrivain américain vivant, derrière Cormac McCarthy : « Jack Ketchum ne triche jamais, n'esquive jamais. Il est, tout simplement, l'un des meilleurs, au même titre que James Ellroy et Thomas Harris ».
Plusieurs fois adapté au cinéma (souvent par lui-même) et traduit dans plus de quinze langues, il remporte à quatre reprises le Bram Stoker Award décerné par la Horror Writers Association (en). En 2014, cette association lui décerne également un prix spécial pour l'ensemble de son œuvre, consécration réservée à un petit nombre d'auteurs dont Stephen King, Peter Straub, Anne Rice et Richard Matheson.
Il meurt à 71 ans des suites d'un cancer en Janvier 2018.

## Œuvre

### Romans

#### SérieDead River
- Off Season (1980) Publié en français sous le titre Saison de mort[4], Paris, Fleuve noir, coll. « Gore » no 25, 1986, 154 p.  (ISBN 2-265-03333-2)
- Offspring (1991)
- The Woman (2011), en collaboration avec Lucky McKee

#### Autres romans
- Hide And Seek (1984) Publié en français sous le titre Cache-cache effroyable, traduit par Francine Mondoloni, Paris, Fleuve noir, coll. « Gore » no 27, 1986, 153 p.  (ISBN 2-265-03350-2)
- Cover (1987)
- She Wakes (1989)
- The Girl Next Door (1989) Publié en français sous le titre Une fille comme les autres, traduit par Benoît Domis ; préface Stephen King, Paris, Bragelonne, coll. « L'Ombre », 2007, 350 p.  (ISBN 978-2-35294-020-3) ; réédition, Paris, Gallimard, coll. « Folio Policier » no 705, 2013 (réimpr. novembre 2015, nouv. couv. octobre 2017), 381 p.  (ISBN 978-2-07-045311-5)
- Road Kill (1994)
- Joyride (1995)
- Stranglehold (1995)
- Only Child (1995) Publié en français sous le titre Fils unique, traduit par Benoît Domis, Paris, Bragelonne, 2009, 238 p.  (ISBN 978-2-35294-268-9) ; réédition, Paris, Milady, coll. « Poche thriller », 2017, 381 p.  (ISBN 978-2-8112-3467-6)
- Ladies' Night (1997)
- Father and Son (1999)
- Station Two (2001)
- The Lost (2001)
- Sleep Disorder (2003), en collaboration avec Edward Lee
- Honor System (2002)
- Red (2002)
- Old Flames (2008)
- The Secret Life of Souls (2016), en collaboration avec Lucky McKee Publié en français sous le titre Comme un chien, traduit par Nicolas Jaillet, Paris, Bragelonne, coll. « Thriller », 2017, 275 p.  (ISBN 979-10-93835-38-9)

### Recueils de nouvelles
- The Exit At Toledo Blade Boulevard (1998)
- Broken on the Wheel of Sex (1999)
- Right to Life : A Novella and Two Stories (2002)
- Peaceable Kingdom (2003)
- I'm Not Sam (2012), avec Lucky McKee
- A Little Emerald Book of Ephemera (2015)
- Gorilla in My Room (2017)

### Nouvelles
- The Girl Next Door (1989), extrait du roman éponyme Publié en français sous le titre Une fille comme les autres, traduit par Benoît Domis, dans Le Nouveau Thriller sort de l'ombre, Paris, Bragelonne, coll. « L'Ombre », 2008, p. 53-74   (ISBN 978-2-35294-152-1)
- To Suit the Crime (1992)
- The Holding Cell (1993)
- The Box (1994)
- The Rifle (1995) Publié en français sous le titre La Carabine, traduit par Delphine Loevenbruck et Henri Loevenbruck, dans Au seuil des ténèbres (The Best of Cemetary Dance, 1998), textes réunis par Richard Chizmar, Paris, J'ai lu, coll. « Millénaires », 2002, p. 245-256.  (ISBN 2-290-32073-0) ; réédition, Paris, J'ai lu coll. « Fantastique » no 7703, 2005, p. 233-244.  (ISBN 2-290-32535-X)
- The Turning (1995)
- Dust of the Heavens (1996)
- Rabid Squirrels in Love (1997)
- When the Penny Drops (1998)
- The Visitor (1998) Publié en français sous le titre Le Visiteur, traduit par Clotilde Landais, dans Ténèbres 2008 : Fantastique, Dark Fantasy & Suspense, octobre 2009, p. 43-50  (ISBN 2-84958-007-4)
- Megan’s Law (1999)
- Off Season (1999), extrait du roman éponyme Publié en français sous le titre Morte Saison, traduit par Benoît Domis, dans Le Nouveau Thriller sort de l'ombre, Paris, Bragelonne, coll. « L'Ombre », 2008, p. 35-49  (ISBN 978-2-35294-152-1)
- Luck (2000)
- The Haunt (2001)
- Mother and Daughter (2001)
- Returns (2002)
- Twins (2003)
- Lighten Up (2005)
- Seascape (2006)
- Monster (2006) Publié en français sous le titre Tilt, dans Ténèbres 2007, 2007
- Papa (2006)
- Bully (2010)
- Squirrely Shirley (2012), en collaboration avec Lucky McKee
- The Right Thing (2013)
- Oldies (2014)
- Gorilla in My Room (2014)
- Awake (2014)
- Listen (2015)

### Nouvelles signées Jerzy Livingston
- Skin Game (1977)
- Playing the Sex Games (1977)
- News for your Nose (1977)
- The Heat (1977)
- Sex in San Diego (1978)
- Loving Combinations (1978)
- Bosom Buddies (1978)
- The French (1978)
- The Christmas Caller (1978)
- Fixing her Plumbing (1979)
- Sex Bowl (1980)

### Articles
- Henry Miller and the Push (1995) Publié en français sous le titre Un coup de pouce de Henry Miller, dans Ténèbres 2007, 09/2007
- A Week in the Work-Life of a Non-Essential Author (2002)
- On Fuckin’ Lie Down Already (2014)

## Filmographie
- 2006 : The Lost, film américain réalisé par Chris Sivertson, adapté du roman éponyme de Jack Ketchum, avec Marc Senter et Shay Astar[5]
- 2007 : The Girl Next Door, film américain réalisé par Gregory M. Wilson, adapté du roman éponyme de Jack Ketchum publié en 1989 (Une fille comme les autres)[6]
- 2008 : Red, film américain réalisé par Trygve Allister Diesen et Lucky McKee, avec Brian Cox, Kyle Gallner, Noel Fisher, Tom Sizemore, Shiloh Fernandez, Robert Englund
- 2009 : Offspring, film américain réalisé par Andrew van den Houten, adapté du roman éponyme de Jack Ketchum, avec Pollyanna McIntosh, Art Hindle (en), Amy Hargreaves, Ahna Tessler
- 2011 : The Woman, film américain réalisé par Lucky McKee, avec Pollyanna McIntosh, Sean Bridgers, Angela Bettis, adapté du roman éponyme de Jack Ketchum et Lucky McKee, sorti directement en vidéo [7]
- 2017 : The Box, segment réalisé par Jovanka Vuckovic, pour le film à sketches XX[8].